# Теренций Максим
Теренций Максим (на латински: Terentius Maximus), познат също и като Псевдо-Нерон, е римски узурпатор по време на император Тит ок. 79/80 г. Той е двойник на Нерон и като него певец с лира пред публика.
Теренций събира в Мала Азия тълпа от свои последователи, която се увеличава при марша му към Ефрат. Задължен е да избяга при партите, при които се представя като Нерон и иска от тях помощ, като им даде Армения. Партският регент Артабан III го приема и обещава помощ при „връщането“ му на римския трон. Узурпаторът е убит, когато се разкрива неговият истински идентитет.
Теренций Максим е вероятно също и един друг Псевдо-Нерон, който през 88 / 89 г. се появява при партите, и (след разкриването му) предаден на Домициан.